# Un lungo viaggio nella notte
Un lungo viaggio nella notte (地球最后的夜晚S, Dìqiú zuìhòu de yèwǎnP, lett. "Ultimi crepuscoli sulla Terra") è un film del 2018 scritto e diretto da Bi Gan. È noto principalmente per il suo pianosequenza conclusivo di 59 minuti in 3-D.

## Trama
In occasione del funerale di suo padre, Luo Hongwu ritorna nel paese in cui era nato e da cui, molti anni prima, aveva deciso di trasferirsi. Il funerale lo porta a ripercorrere numerosi momenti dolorosi della propria vita, tra cui la morte di un suo amico, Randagio, e la scomparsa di Wan Qiwen, suo primo amore, che nel corso degli anni non era mai riuscito a dimenticare.

## Distribuzione
Presentato in anteprima il 15 maggio 2018 nella sezione Un Certain Regard della 71ª edizione del Festival di Cannes, è stato distribuito nelle sale cinematografiche cinesi a partire dal 31 dicembre dello stesso anno. È stato distribuito nelle sale cinematografiche italiane da Movies Inspired a partire dal 30 luglio 2020.

### Edizione italiana
Il doppiaggio italiano è stato eseguito a Roma presso la "Oceania Sound"; i dialoghi italiani e la direzione del doppiaggio sono a cura di Germana Longo, assistita da Emanuela Marchili e Francesco Persia, fonico di doppiaggio e missaggio.

## Accoglienza

### Incassi
È stato un notevole successo al botteghino in patria, dov'ha incassato l'equivalente di 41 milioni di dollari. La chiave di questo successo, oggetto d'attenzione mediatica sia in Cina che all'estero data la natura prettamente "d'essai" dell'opera, è stata ricercata nella sua campagna promozionale, che l'aveva fatto sembrare un più convenzionale melodramma per le coppie di innamorati che volessero trascorrere assieme il Capodanno: una settimana prima dell'uscita, il film aveva già incassato 100 milioni di yuan (più di 15 milioni di dollari) in prevendite. Grazie alla capillarità raggiunta su Douyin, la metà degli spettatori interessati risultava provenire da città cosiddette di terza o quarta fascia, mentre solo il 17% dalle "città di prima fascia" (Pechino, Shanghai, Guangzhou e Shenzhen), in controtendenza rispetto ai normali film d'essai in Cina. Il suo primo giorno di programmazione, ha incassato 37,1 milioni di dollari (prevendite incluse), posizionandosi al primo posto al botteghino.
Questa strategia ha però finito per ritorcersi contro alla pellicola sul lungo termine, visto che gli incassi sono crollati subito dopo: il secondo giorno il film ha incassato solo 1,5 milioni di dollari, mentre quello successivo era già retrocesso di 5 posizioni in classifica. La reazione avversa degli spettatori si è manifestata anche in atti di review bombing del film sulla piattaforma di critica online Maoyan, che ne ha fatto precipitare la media dei voti a 2/10, e in un hashtag traducibile come «non ho capito Un lungo viaggio nella notte», diventato virale sui social cinesi. Il film è uscito dalle sale tre settimane più tardi con un incasso complessivo pari a 41 milioni di dollari, ovvero di cui il 90% incassato il primo giorno.